# Anja Fuchs-Robetin
Anja Fuchs-Robetin (ur. 14 lipca 1996 w Wiedniu) – austriacka koszykarka, występująca na pozycjach niskiej lub silnej skrzydłowej, reprezentantka kraju w koszykówce 5x5 i 3x3, od 2024 zawodniczka Hapoelu Jerozolima.

## Osiągnięcia
Stan na 8 maja 2025, na podstawie, o ile nie zaznaczono inaczej.

### NCAA II
- Mistrzyni turnieju konferencji Sunshine State (SSC – 2018, 2019)
- Zawodniczka roku konferencji Sunshine State (2018)
- Zaliczona do:
  - I składu:
    - SSC (2018)
    - turnieju SSC (2018)
    - All-South Region (2018)

  - II składu SSC (2017)
  - III składu CoSIDA/Google Cloud Academic All-American (2018)
  - składu:
    - honorable mention WBCA All-American (2018)
    - SSC Commissioner's Honor Roll (2016–2018)

### Drużynowe
- Wicemistrzyni ligi austriacko-słowackiej (2015)[4]
- Finalistka Pucharu Izraela (2025)[5]

### Indywidualne
(* – nagrody przyznane przez portal eurobasket.com)
- Zaliczona do I składu ligi austriacko-słowackiej (2014)*[6]
- Uczestniczka meczu gwiazd ligi austriacko-słowackiej (2015)[4]

### Reprezentacja
Seniorska
- Mistrzyni Europy małych krajów (2014)
- Uczestniczka kwalifikacji do mistrzostw Europy (2023, 2025)

3x3
- Zdobywczyni Superpucharu MTS 3x3 (2024)
- Brązowa medalistka europejskich igrzysk uniwersyteckich (2022)
- Uczestniczka:
  - mistrzostw: 
    - świata (2022 – 18. miejsce, 2023 – 7. miejsce)
    - Europy (2018 – 22. miejsce, 2019 – 29. miejsce, 2021, – 16. miejsce, 2022 – 11. miejsce, 2023 – 14. miejsce, 2024 – 6. miejsce))

  - igrzysk europejskich (2023 – 5. miejsce)
  - kwalifikacji:
    - do mistrzostw Europy (2016 – 5. miejsce, 2018 – 6. miejsce, 2019 – 9. miejsce, 2021 – 6. miejsce, 2023 – 4. miejsce)
    - olimpijskich (2021 – 9. miejsce)
    - olimpijskich uniwersyteckich (2024 – 7. miejsce)

Młodzieżowe
- Uczestniczka mistrzostw Europy dywizji B:
  - U–20 (2015)
  - U–18 (2011, 2012, 2013)